# ラクシャドウィープ

ラクシャドウィープの位置

地図

ラクシャドウィープ（ヒンディー語: लक्षद्वीप、マラヤーラム語: ലക്ഷദ്വീപ്、ディベヒ語: ލަކްޝަދީބު、英語: Lakshadweep）は、アラビア海またはインド洋に浮かぶインドの連邦直轄地。
ラッカディヴ諸島（ラッカディヴしょとう）とも呼ばれることもあるが、この語は狭義には北緯10-11度に点在する島々のことをいい、ラクシャドウィープを構成する3つの諸島・島のひとつである。
「ラクシャドウィープ」とはサンスクリットで「十万（洛叉）の島」を意味する語に由来する。
1956年以来インドの連邦直轄地を構成している。

## 地理
面積32.69km2で36のサンゴ礁の島列からなる。
ラクシャドウィープは、北から南にかけて以下の3つの部分から構成される。
- アミンディヴィー諸島（英語版）
- ラッカディヴ諸島 (Laccadive Islands)  - 中心地であるカバラティ島を含む。
- ミニコイ島（英語版） - 面積最大の島。

## 人口
人口は64,473人（2011年）。中心地はカバラティ島。
27の主な島のうち人が住む島は10島に限られ、住民は南インドのマラバール海岸やスリランカから移住したイスラム教徒の住民が多い。言語はマラヤーラム語の方言を話す。
南端のミニコイ島の住民のみはモルディヴのディベヒ語の一種であるマーリ語を話す。

## 経済
主な経済はコプラの栽培と漁業が中心。美しいサンゴ礁は観光地となっており、マリンスポーツが楽しめる。